# Баром Реатеа V
Баром Реатеа II, при рождении Понхеа Тон (кхмер. ពញាតន់, 1579 — 1599) — король Камбоджи (1596—1599). Правил под именем Парамараджа V (санскр. Paramaraja V) или Баром Реатеа V. 
Полное тронное имя — Брхат Пада Самдач Брхат Парама Раджадхираджа Рамадипати Парама Бупати Крунг Кампуджа Адипати Шри Сундхара Брхат Маха Негара Индрапрастха (санскр. Brhat Pada Samdach Brhat Parama Rajadhiraja Ramadipati Parama Bupati Krung Kampuja Adipati Sri Sundhara Brhat Maha Negara Indraprastha).

## Биография
Принц Понхеа Тон родился в 1579 году, был вторым сыном короля Сатхи I. В 1596 году в ходе штурма королевского дворца отрядами португальца Диого Велозы и испанца Бласа Руиса был убит узурпатор Про Рама I. Новым королем был объявлен молодой принц Понхеа Тон, который стал править под именем Парамараджа V.
Отправленный в качестве подкрепления испанский флот с 200 солдатами на борту, который покинул Филиппины в сентябре 1598 года, однако попал в шторм и сел на мель в близ Кантона, из-за чего ему пришлось вернуться в Манилу через Макао. Тем не менее фрегату и двум кораблям удалось достичь «Четырех рук» (Чактомук) близ современного Пномпеня в октябре того же года, но их экипажи вступили в конфликт с обосновавшимися в этом районе малайцами. Король направил двух европейских губернаторов, с которыми он незадолго до этого подавил восстание мусульман-тямов, навести порядок. Однако прибывшие слишком поздно, чтобы спасти своих соотечественников, Велозу и Руис были убиты.
Король попытался отомстить за них, но был убит во время первого столкновения с повстанцами при Пот-Рат в конце 1599 года.